# Глибина кольору
Глибина кольору, бітова глибина (англ. Color Depth, Bits per Pixel) — визначається кількістю бітів, які використовуються для представлення кольору одного пікселя растрового зображення.

## Індексовані кольори і палітри

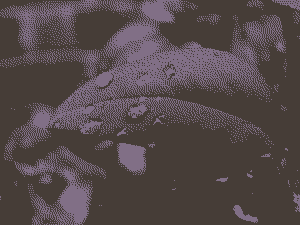
1 біт (2 кольори)

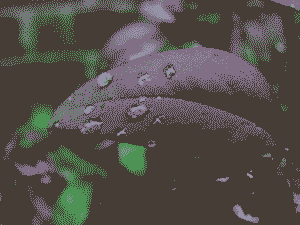
2 біти (4 кольори)

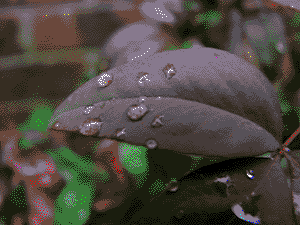
4 біти (16 кольорів)

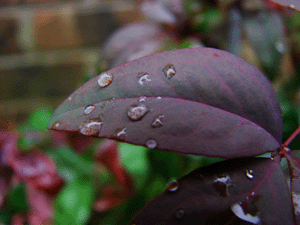
8 біт (256 кольорів)

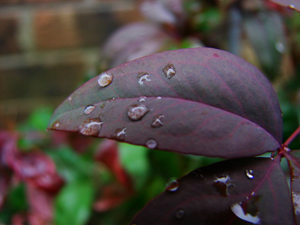
24 біта (16777216 кольорів, «truecolor»)

Можливі варіанти представлення колірних палітр:
- 1-бітний колір (21 = 2 кольори) або бінарний колір, найчастіше представляється чорним і білим кольорами (або чорний і зелений)
- 2-бітний колір (22 = 4 кольори) Graphics Adapter CGA, градації сірого кольору NeXTstation[en]
- 3-бітний колір (23 = 8 кольорів) безліч застарілих персональних комп'ютерів з TV-виходом
- 4-бітний колір (24 = 16 кольорів) відомий як удосконалений графічний адаптер (EGA) і меншою мірою як VGA-стандарт з високою роздільною здатністю
- 5-бітний колір (25 = 32 кольору)
- 6-бітний колір (26 = 64 кольору) використовувався в Original Chip Set[ru]
- 8-бітний колір[en] (28 = 256 кольорів) Застарілі Unix-робочі станції,VGA нижчою роздільною здатністю, Super VGA, AGA[ru]
- 12-бітний колір (212 = 4096 кольорів) деякі Silicon Graphics-системи, колір NeXTstation[en]-систем, і Amiga-систем Hold-and-Modify-режиму.

## «Реальні» кольори
Із збільшенням кількості біт при відтворенні кольору, кількість відображуваних кольорів почало ставати непрактично-великим для колірних палітр (20-бітна глибина кольору вимагає більше пам'яті для збереження кольорової палітри, ніж пам'яті для збереження самих пікселів зображення). При великій глибині кольору на практиці зазвичай кодують яскравості червоної, зеленої і синьої складових — таке кодування зазвичай називають RGB-моделлю.

### 8-бітний «реальний» колір
Сильно обмежена, проте «реальна» колірна схема, в якій по 3 біта (по 8 можливих значень) для червоної (R) і зеленої (G) складових, і два біта на піксель для кодування синьої (B) складової (4 можливих значення), дозволяють відтворити 256 (8×8×4) різних кольорів. Нормальне людське око менш чутливе до синьої складової, аніж до червоної і зеленої, тому синя складова має на один біт менше. Така схема використовувалася в MSX2-серії комп'ютерів в 1990-х.
Не слід плутати таку схему з 8bpp індексним кольором, який може бути представлений вибором різних колірних палітр .

### 12-бітний «реальний» колір
12-бітний «реальний» колір кодується 4 бітами (по 16 можливих значень) для кожної R, G і B-складових, що дозволяють відтворити 4096 (16×16×16) різних кольорів. Така глибина кольору іноді використовується в простих пристроях з кольоровими дисплеями (наприклад, в мобільних телефонах).

### HighColor
Highcolor або HiColor розроблено для представлення відтінків «реального життя», тобто найзручніше сприймається людським оком. Такий колір кодується 15 або 16 бітами:
- 15-бітний колір використовує 5 біт для представлення червоною складової, 5 для зеленої і 5 для синьої, тобто 25 = 32 можливих значення кожного кольору, які дають 32768 (32 × 32 × 32) об'єднаних кольорів.

- 16-бітний колір використовує 5 біт для представлення червоної складової, 5 для синьої, але (оскільки людське око більш чутливе до сприйняття зеленої складової) 6 біт для представлення зеленої, відповідно 64 можливих значення. Таким чином виходять 65536 (32 × 64 × 32) кольорів. 16-bit колір згадується як «тисячі кольорів» («thousands of colors») в системах Macintosh.

### LCD-дисплеї
Більшість сучасних LCD-дисплеїв відображають 18-бітний колір (64 × 64 ×64 = 262 144 комбінацій), але завдяки технології dithering різниця з truecolor -дисплеями на око незначна.

### Truecolor
TrueColor наближений до кольорів «реального світу», надаючи 16,7 мільйонів різних кольорів. Такий колір найприємніший для сприйняття людським оком різних фотографій та для обробки зображень.
- 24-бітний Truecolor-колір використовує по 8 біт для представлення червоної, синьої та зеленої складових, 28 = 256 різних варіантів представлення кольору для кожного каналу, або всього 16 777 216 кольорів (256 × 256 ×256). 24-bit колір згадується як «мільйони кольорів» («millions of colors») в системах Macintosh.

### 32-бітний «реальний» колір
«32-бітний колір» — це приклад неправильного вживання терміна при описі глибини кольору. Помилкою є те, що 32-бітний колір дозволяє представити 2³² = 4 294 967 296 різних відтінків.
У реальності 32-бітний колір є 24-бітним (Truecolor) з додатковим 8-бітним каналом, котрий заповнений нулями (не впливає на колір), або являє собою альфа-канал, який задає прозорість зображення для кожного пікселя.
Причиною, з якої використовують «порожній» канал, є прагнення оптимізувати роботу відеопам'яті, яка у більшості сучасних комп'ютерів має 32-бітну адресацію та 32-бітну шину даних.

### Deep color
Наприкінці 1990-х деякі high-end графічні системи, наприклад SGI, почали використовувати більше 8 біт на канал, наприклад 12 або 16 біт. Програми професійного редагування зображень стали зберігати по 16 біт на канал, надаючи «захист» від накопичення помилок округлення, похибок при обчисленні в умовах обмеженої розрядної сітки чисел.
Для подальшого розширення динамічного діапазону зображень, включаючи High Dynamic Range Imaging (HDRI), числа з рухомою комою дозволяють описувати в зображеннях найбільш акуратно інтенсивне світло та глибокі тіні в одному і тому ж колірному просторі. Різні моделі описують такі діапазони, застосовуючи більше 32 біт на канал. Можна відзначити новий формат від Industrial Light & Magic, що використовує 16-бітові числа з рухомою комою, які дозволяють представити колірні відтінки найкраще, ніж 16-бітові цілі числа. Передбачається, що такі схеми представлення кольору замінять стандартні схеми, як тільки апаратне забезпечення зможе з достатньою швидкістю та ефективністю підтримувати нові формати.

## Телевізійний колір

Аддитивне змішання кольорів

Безліч сучасних телевізорів та комп'ютерних дисплеїв відображають зображення варіюючи інтенсивністю трьох основних кольорів: синій, зелений та червоний. Яскравий жовтий, наприклад, є композицією однакових за інтенсивністю червоної та зеленої складових без додавання синьою компоненти. Однак це лише наближення, яке не дає насправді яскравий жовтий колір. Саме тому останні технології, як наприклад Texas Instruments BrilliantColor розширюють типові червоні, зелені та сині канали новими: блакитним (синьо-зеленим), пурпуровим та жовтим кольорами. Mitsubishi і Samsung використовують згадану технологію в деяких телевізійних системах.
Маючи на увазі використання 8-бітних каналів 6-кольорові зображення кодуються 48-бітними кольорами.
ATI FireGL V7350 відеоадаптери підтримують 40- і 64-бітові кольори.